# Fines
Fines er en by og kommune i det sydøstlige Spanien i provinsen Almería. Den har et indbyggertal på 2.286 (2024) indbyggere.